# Chomu
Chomu (ou Chomun) est une ville et municipalité dans le district de Jaipur dans l'État du Rajasthan en Inde.

## Situation
Chomu est sur la route d'Ajmer, elle est située à un carrefour et sur une route industrielle entre une usine de céramique et de tracteurs. Son marché moins cher que Jaipur est un étal à ciel ouvert pour les paysans des environs. Une rue principale est constituée de marchands de toutes sortes mais avec une prédominance pour les marchands de matériels agricoles ou tous ce qui est en métal.

## Démographie
Le recensement Indien de 2001, a montré que Chomu avait une population de 50 717 personnes. Soit 53 % d'hommes et 47 % de femmes. Chomu a un taux d'illettrisme de 37 % ou 63 % d'alphabétisation, plus haut que la moyenne nationale qui est de 59,5 %; les hommes l'étant plus que les femmes 75 % pour 49 %. 17 % a moins de 6 ans.